# Julia Cornelia Paula
Julia Cornelia Paula fue una noble dama romana que vivió en el siglo III, originaria de Siria. 

## Familia
El padre de Paula, Julio Cornelio Paulo fue un prefecto de la Guardia Pretoriana en Roma; sin embargo, su ascendencia no se conoce. Era una persona educada.

## Matrimonio y descendencia
En 219, Julia Mesa, hermana mayor de la emperatriz romana Julia Domna, había arreglado el matrimonio entre Julia Cornelia Paula y su nieto, el nuevo emperador romano Heliogábalo. Su ceremonia nupcial fue una lujosa ceremonia celebrada en Roma. Paula se convirtió en emperatriz romana, como primera esposa de Heliogábalo y se le dio el título honorífico de Augusta.
A principios de 220, Heliogábalo puso fin al matrimonio con Paula. No tenían hijos. Heliogábalo se divorció de Paula para casarse con la virgen vestal Julia Aquilia Severa. Su matrimonio con Severa fue considerado escandaloso, al tratarse aún de una vestal. Aparte de enamorarse de Severa, Heliogábalo la casó como parte del proceso religioso de introducir el culto al dios sirio El-Gabal e integrarlo en la religión romana.
Después del divorcio, Heliogábalo retiró  el título de Augusta a Paula, quien desapareció de la vida pública y su destino posterior es desconocido.